# سیدی اعمر (استان سعیده)
سیدی اعمر (استان سعیده) (به عربی: سيدي اعمر) یک شهرداری در الجزایر است که در استان سعیده واقع شده‌است.